# Amolops panhai
Amolops panhai es una especie de anfibio anuro de la familia Ranidae.

## Distribución geográfica yhábitat
Es endémica del centro-oeste de Tailandia; quizá en la zona adyacente de Birmania.